# ForWind – Zentrum für Windenergieforschung
ForWind ist das Zentrum für Windenergieforschung der Universitäten Oldenburg, Hannover und Bremen. Es soll die Forschungsaktivitäten der drei Universitäten in der Windenergie bündeln. ForWind betreibt Grundlagenforschung, begleitet industriell ausgerichtete Projekte wissenschaftlich und organisiert die Aus- und Weiterbildung von Fachkräften.

## Geschichte und Organisation
Das Niedersächsische Ministerium für Wissenschaft und Kultur gründete ForWind im Jahr 2003. Das Ziel ist, die Windenergieforschung zu bündeln und Synergieeffekte zwischen den Forschungsbereichen an den beteiligten Universitäten zu nutzen. Seitdem ist die Windenergieforschung an den Universitäten Oldenburg und Hannover in ForWind zusammengefasst. Im Jahr 2009 kam die Universität Bremen als neuer Partner hinzu.
ForWind wird durch einen paritätischen Vorstand geleitet, dem je zwei Mitglieder der Carl von Ossietzky Universität Oldenburg, der Gottfried Wilhelm Leibniz Universität Hannover und der Universität Bremen angehören. Der wissenschaftliche Beirat wird mit Personen aus Forschung und Industrie besetzt.
Im Rahmen von ForWind arbeiten die folgenden Institute der Universitäten Oldenburg und Hannover zusammen. Ihre Aktivitäten im Bereich Windenergie werden in ForWind gebündelt.
- Abteilung Digitalisierte Energiesysteme, Universität Oldenburg
- Bremer Institut für Messtechnik, Automatisierung und Qualitätswissenschaft (BIMAQ), Universität Bremen
- Bremer Institut für Strukturmechanik und Produktionsanlagen, Universität Bremen
- Department für Informatik, Abteilung Systemanalyse und -optimierung, Universität Oldenburg
- Institut für Automatisierungstechnik, Universität Bremen
- Institut für Antriebssysteme und Leistungselektronik, Universität Hannover
- Institut für Baustoffe, Universität Hannover
- Institut für elektrische Antriebe, Leistungselektronik und Bauelemente, Universität Bremen
- Institut für elektrische Energiesysteme, Universität Hannover
- Institut für Geotechnik, Universität Hannover
- Institut für Grundlagen der Elektrotechnik und Messtechnik, Universität Hannover
- Institut für integrierte Produktentwicklung, Universität Bremen
- Institut für Kommunikationstechnik, Universität Hannover
- Institut für Maschinenkonstruktion und Tribologie, Universität Hannover
- Institut für Meteorologie und Klimatologie, Universität Hannover
- Institut für Mikrosensoren, -aktoren und -systeme, Universität Bremen
- Institut für Physik, AG Energiemeteorologie, Universität Oldenburg
- Institut für Physik, AG Numerische Fluiddynamik in der Windphysik, Universität Oldenburg
- Institut für Physik, AG Turbulenz, Windenergie und Stochastik (TWiSt), Universität Oldenburg
- Institut für Physik, AG Windenergiesysteme, Universität Oldenburg
- Institut für Stahlbau, Universität Hannover
- Institut für Statik und Dynamik, Universität Hannover
- Institut für Turbomaschinen und Fluid-Dynamik (TFD), Universität Hannover
- Institut für Windenergiesysteme, Universität Hannover
- Institut für Wirtschaftsinformatik, Universität Hannover
- Ludwig-Franzius-Institut für Wasserbau und Ästuar- und Küsteningenieurwesen, Universität Hannover
- Zentrum für Marine Umweltwissenschaften der Universität Bremen (MARUM), Universität Bremen
- Fachgebiet Planung und Steuerung produktionstechnischer und logistischer Systeme, Universität Bremen

Assoziierte Mitglieder von ForWind
- Stiftungslehrstuhl Windenergie, Universität Stuttgart
- Institut für Grundbau und Bodenmechanik, Universität Duisburg-Essen

## Forschungsbereiche
Die zentralen Fragen der Windenergieforschung bearbeitet ForWind in zahlreichen Projekten. Diese lassen sich grob in vier Forschungsbereiche gliedern: Ressource Wind, Maschine und Rotor von Windenergieanlagen, die Tragstrukturen der Anlagen und die Integration des Windstroms in das elektrische Netz.

### Ressource Wind
ForWind forscht an einer möglichst genauen Vorhersage der Windbedingungen für Windparks und Regionen. Das Zentrum untersucht die Wetterentwicklung auf großen und mittleren Skalen. Daraus sollen sich mögliche Windpotentiale und voraussichtliche Leistungsabgaben ableiten lassen.
ForWind analysiert Windfelder und ihren Einfluss auf den Ertrag von Windenergieanlagen. Auch die im Nachlauf von Windenergieanlagen erzeugte Turbulenz wird untersucht: Hier geht es darum, wie sich diese auf benachbarte Anlagen im Windpark auswirkt. Aus diesen Analysen sollen sich für die Designparameter und die geometrische Anordnung mehrerer Anlagen in einem Park gewinnen lassen.

### Maschine und Rotor
In diesem Bereich stehen Mechanik und Elektrik von Windkraftanlagen im Mittelpunkt. Im Windkanal und mit numerischen Simulationen untersuchen Wissenschaftler die Umströmung von Rotorblättern. Ein spezielles Monitoring-Konzept wird für den Einsatz auf hoher See entwickelt: Über Sensoren an den Rotorblättern sollen Schäden frühzeitig erkannt werden. Mithilfe von modernen numerischen Simulationsverfahren sollen sich die Rotorblätter den Erfordernissen optimal anpassen.

### Tragstrukturen
Die Haupttragstrukturen sind die Gründung und der Turm einer Anlage sowie deren Verbindungsteile. Effizienter Materialeinsatz und Monitoring-Konzepte stehen in diesem Bereich im Zentrum der Forschung. ForWind arbeitet an Lebensdauerprognosen, forscht im Bereich der kraftschlüssigen Verbindungen und entwickelt intelligente Ansätze für die Anlagenüberwachung.
Insbesondere Tragstrukturen von Offshore-Windparks sind Gegenstand der Forschungsarbeit.

### Elektrisches Netz
Je nach Wetterlage erzeugen Windenergieanlagen unterschiedlich viel Strom. Um die starken Schwankungen auszugleichen, benötigt der Stromnetzbetreiber möglichst genaue Informationen über die voraussichtliche Windleistung. ForWind entwickelt neue Verfahren zur Windleistungsvorhersage und arbeitet an der Optimierung bestehender Ansätze.
Zudem wird untersucht, welche Übertragungssysteme sich für den Netzanschluss von Offshore-Windparks eignen und wie sich der auf hoher See erzeugte Strom in das Verbundnetz einspeisen lässt.